# Kankō
Kankō (japanisch 寛弘) ist eine japanische Ära (Nengō) von August 1004 bis Februar 1013 nach dem gregorianischen Kalender. Der vorhergehende Äraname ist Chōhō, die nachfolgende Ära heißt Chōwa. Die Ära fällt in die Regierungszeit des Kaisers (Tennō) Ichijō.
Der erste Tag der Kankō-Ära entspricht dem 8. August 1004, der letzte Tag war der 7. Februar 1013. Die Kankō-Ära dauerte neun Jahre oder 3106 Tage.

## Ereignisse
- 1005 bis 1007 Die Waka-Anthologie Shūi-wakashū wird kompiliert
- 1006 Supernova 1006 ereignet sich
- 1022 Sanjō Tennō besteigt den Thron
- Höhepunkt der höfischen Literatur getragen von Hofdamen wie Murasaki Shikibu, Izumi Shikibu und Akazome Emon